# Polycomputer 880

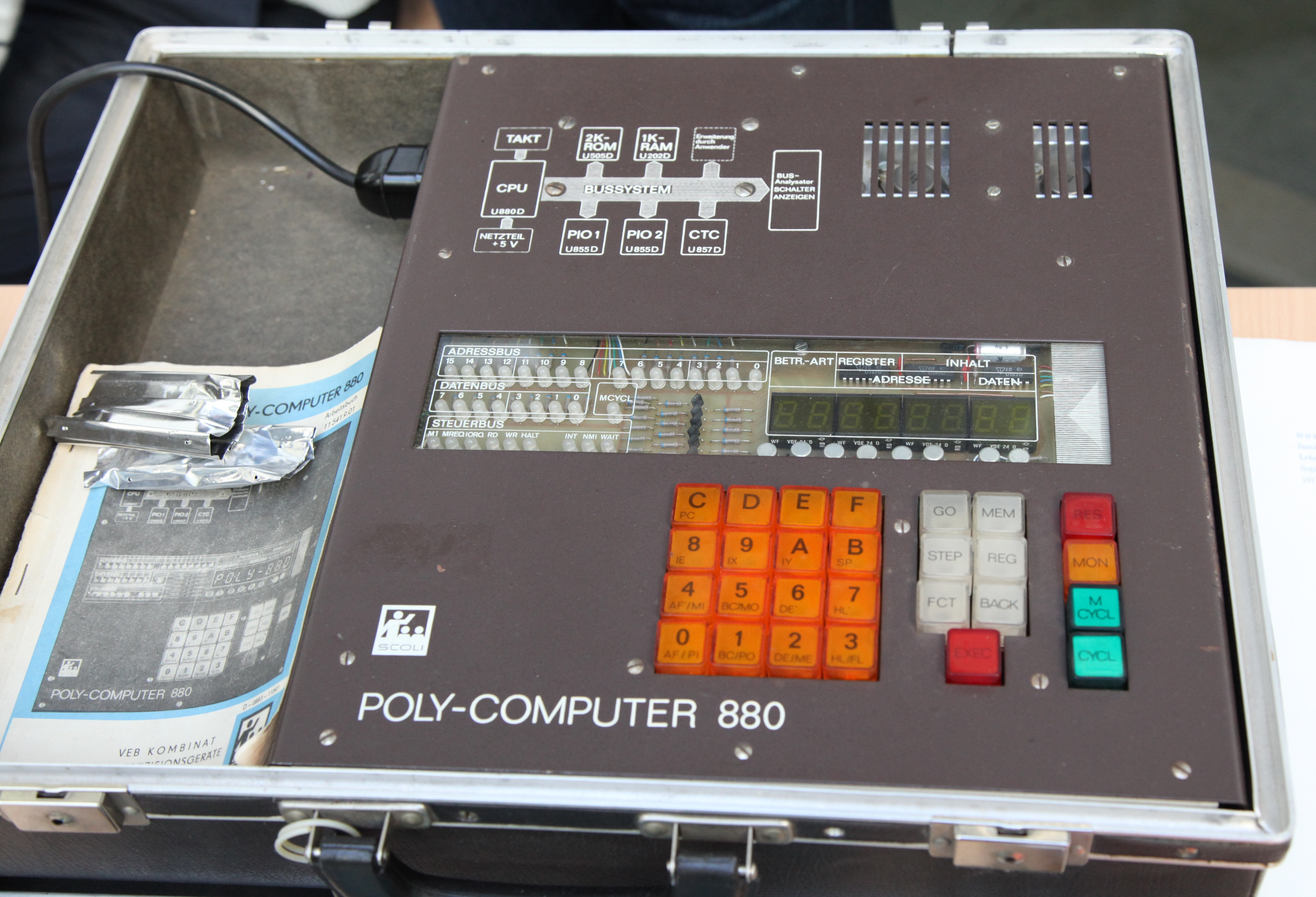
Poly-Computer 880, Gerät im Koffer mit Handbuch

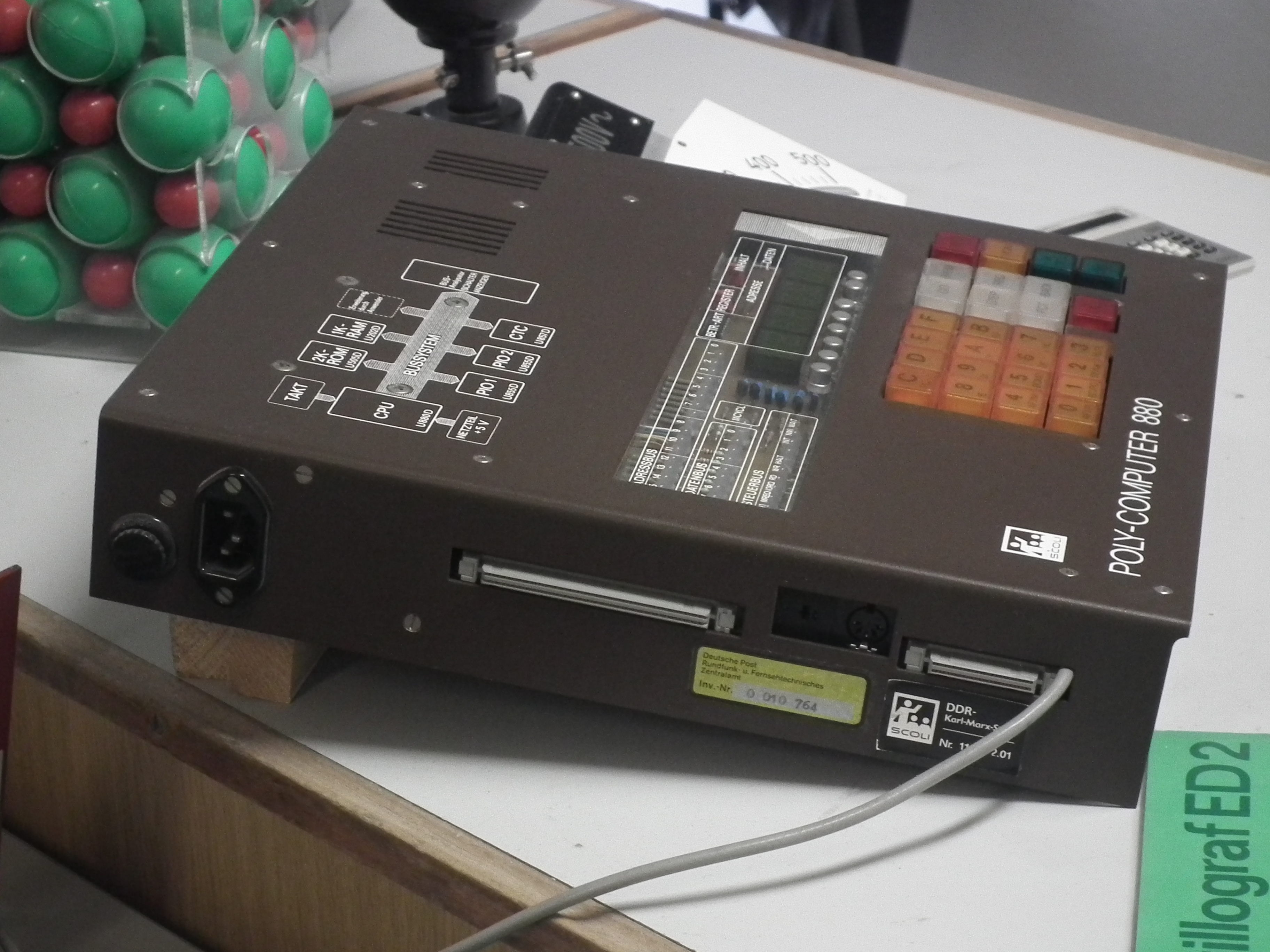
Poly-Computer 880, Seitenansicht

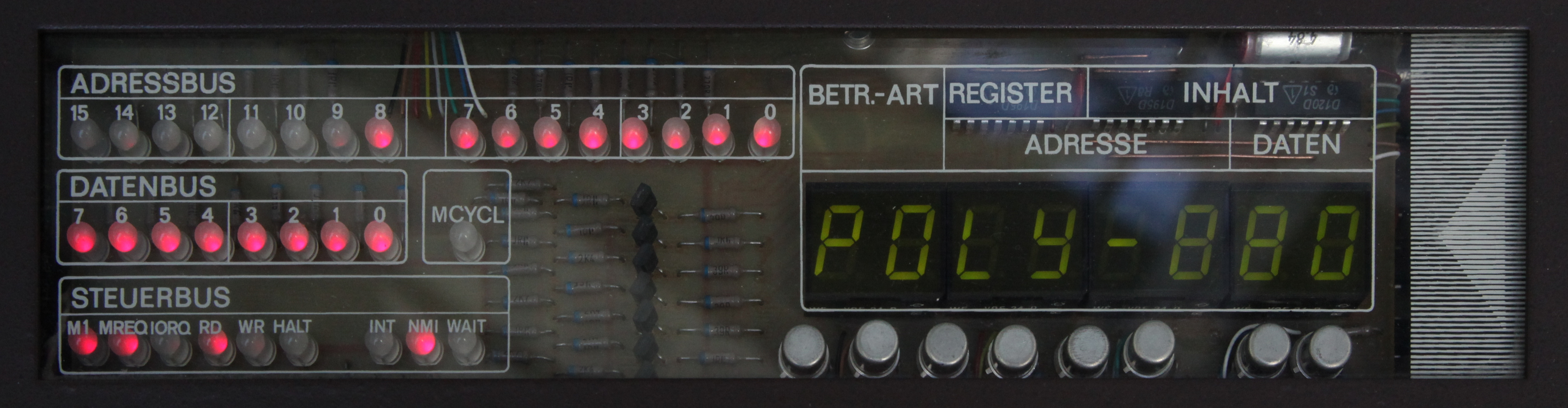
Detailansicht Display in Betrieb

Der Polycomputer 880 war ein in der DDR weit verbreiteter Lerncomputer auf Basis des Mikroprozessors U880. Der Computer wurde ab 1983 vom Volkseigenen Betrieb VEB Polytechnik Karl-Marx-Stadt  für den Einsatz als Lernmaschine an allgemein bildenden Schulen und höheren Bildungseinrichtungen produziert.
Das Gerät wurde betriebsfertig eingebaut in einem Diplomatenkoffer (48 × 38 × 12 cm) geliefert und hatte ein Gesamtgewicht von 5 kg. Zur Dateneingabe verfügte der Polycomputer über eine hexadezimale Tastatur sowie einige Funktionstasten. Die Ausgabe erfolgte über eine 8-stellige Siebensegmentanzeige. Der Zustand sämtlicher Leitungen des Daten- und Adressbusses konnte über Leuchtdioden abgelesen werden.
Das Betriebssystem des Polycomputers befand sich auf einem 4 KByte großen ROM, für die Datenspeicherung war 1 KByte RAM vorgesehen. Aufgrund der unvollständigen Adressdecodierung war eine Aufrüstung auf volle 64 KByte Speicher nicht möglich. Für externe Datenspeicherung konnte ein Kassettentonbandgerät über eine DIN-Buchse angeschlossen werden. Zur Druckausgabe konnte über einen Lautsprecherstecker ein Fernschreiber angeschlossen werden. Ein Treiber für den Schleifenstrom des Fernschreibers war bereits eingebaut.
Die Datenbusse waren über einen Steckverbinder erreichbar. Somit konnten zahlreiche Bastelobjekte für Zubehör realisiert werden. Intern war eine Steckfassung für einen weiteren ROM oder EPROM vorhanden.
Aus Preisgründen kam als Prozessor eine 2.-Wahl-Variante der U880-CPU mit nur 1 MHz Taktfrequenz zum Einsatz.
Mit zum Lieferumfang gehörten außerdem ein Bedienhandbuch, ein Systemhandbuch sowie ein Arbeitsbuch. Im Jahr 1984 betrug der Neupreis 3.449 Mark.
Parallel dazu war der Einplatinenrechner LC80 auf dem Markt.